# Kapelle-op-den-Bos
Kapelle-op-den-Bos é um município da Bélgica localizado no distrito de Halle-Vilvoorde, província de Brabante Flamengo, região da Flandres.